# Settle
Settle är en stad och en civil parish i North Yorkshire, England. Orten har 2 421 invånare (2001).